# Madden NFL 2004
Madden NFL 2004 è un videogioco sportivo sviluppato e pubblicato dall'Electronic Arts nel 2003 per le principali piattaforme di gioco. Il gioco fa parte della serie Madden NFL.